# Caso Terán
El Caso Terán fue un escándalo de corrupción política ocurrido en el municipio español de Sanlúcar de Barrameda denunciado el 7 de julio de 1998 y consistente, entre otros, en delitos de falsedad en documento oficial y malversación de caudales públicos, cometidos por parte de algunos miembros del Ayuntamiento del municipio y de sus familiares entre 1991 y 1993, durante el mandato del alcalde Manuel Vital Gordillo, del PSOE. Su nombre se debe a que los hechos fueron denunciados por Rafael Terán Hidalgo, funcionario del Ayuntamiento de dicho municipio. 
Los hechos denunciados fueron los siguientes: 
- Que el IVA ingresado al ayuntamiento por particulares como consecuencia de operaciones de venta de terrenos y solares, no se declaraba ni se liquidaba a la Hacienda Pública.
- Que todos los presupuestos anuales desde 1988 a 1991 se habían liquidado con superávits ficticios.
- Pagos ficticios por valor de más de 47.000 y más 9.000 euros, por la compra de material y prestación de servicios inexistentes.

Las personas denunciadas fueron:
- Agustín Cuevas Batista, que en los años que sucedieron los hechos denunciados era concejal delegado de Fomento, fue acusado de abonarse más de 9.000 euros procedentes de un falso convenio, que dotaba con esa cuantía a una escuela taller municipal, en virtud de un supuesto convenio entre la Mancomunidad de Municipios del Bajo Guadalquivir y la empresa fantasma Nueva Ebanistería Bajo de Guía. En el documento de este falso pago, además de la firma de Cuevas, figuraban las del alcalde Manuel Vital Gordillo y la del interventor municipal.

- Manuel Vital Gordillo, alcalde de Sanlúcar, que posteriormente quedó exonerado de cargos judiciales que le imputaton originalmente, gracias a informes caligráficos efectuados por peritos de la Guardia Civil, que certificaron que su firma en los documentos de operaciones bajo sospecha habían sido falsificadas.

- Ángel Mora Bayón, primer teniente de alcalde.

## Vía contable. Tribunal de Cuentas
Por acuerdo plenario, la demanda fue elevada, por la vía contable, al Tribunal de Cuentas en la última legislatura del alcalde Agustín Cuevas, que terminó en 1999. Sin embargo los demandados no fueron informados hasta el 27 de abril de 2000 y el Consejero de Cuentas no lo fue hasta el 17 de julio de ese mismo año. 
En 2003 este tribunal emitió sentencia sobre el caso fechada el 28 de mayo, pero que no se hizo pública hasta noviembre de ese mismo año. En ella, 14 de los hechos denunciados aparecen como hechos probados. No obstante la demanda fue desestimada por la sección de Enjuiciamiento del Tribunal de Cuentas por haber prescrito los actos. De este modo la sentencia explica que, entre el momento en que ocurrieron los hechos denunciados y la información a los procesados de la existencia de un procedimiento instruido contra ellos, transcurrieron más de cinco años, por lo que los hechos habían prescrito. El tribunal eximió al demandante, el Ayuntamiento, del pago de las costas procesales, teniendo en cuenta que los hechos, aunque prescritos, habían sido probados. Asimismo, en la sentencia fueron desestimadas las alegaciones que los imputados había realizado ante el tribunal: 
- Agustín Cuevas Batista había alegado la falta de jurisdicción y competencia del Tribunal de Cuentas en el caso, lo cual no procede porque la Constitución Española establece la competencia de ese tribunal para el enjuiciamiento de responsabilidades contables.

- Manuel Vital Gordillo había alegado que el procedimiento debía paralizarse por existir un procedimiento penal abierto por el mismo caso, lo que fue rebatido al existir legalmente compatibilidad entre la jurisdicción contable y la penal.

## Vía penal. Juzgado de Sanlúcar de Barrameda y Audiencia Provincial de Cádiz
Por la vía penal, el Caso Terán fue instruido en el juzgado de Sanlúcar, aunque con menos causas que las denunciadas por la vía contable. En este caso la acusación particular fue ejercida por Rafael Terán, no por el Ayuntamiento. 
Los procesados por esta vía fueron:
- Agustín Cuevas Batista.
- Eusebio Moreira, funcionario municipal.

Tras 10 años de instrucción, el juicio por el caso estaba previsto que comenzara en la Sección Cuarta de la Audiencia Provincial de Cádiz el 7 de julio de 2008. Las peticiones del fiscal eran las siguientes: 
- Para Agustín Cuevas Batista, 9 años de prisión por la comisión de delitos de falsedad en documento oficial y malversación de caudales públicos, en operación económica de más de 9.000 euros cometida en el año 1993.

- Para Eusebio Moreira 9 años y 8 meses de prisión.

Sin embargo la vista oral no llegó a celebrarse nunca, porque los abogados defensores de los procesados alcanzaron con el fiscal un acuerdo, por el cual todos los procesados aceptaron en la audiencia su culpabilidad por haberse apropiado de caudales públicos. La acusación tenía en contra que el proceso había sufrido un gran retraso en su instrucción, lo que supondría que en la sentencia se aplicaría la atenuante muy cualificada por dilaciones indebidas, que reduciría sustancialmente las penas finales. 
De esta manera las penas solicitadas por el fiscal, que iban de 9 a 20 años de prisión, quedaron en la sentencia de conformidad de la siguiente manera:
- Para cada uno de los 5 imputados se establecían penas de 1 año y 10 meses de cárcel por los delitos de malversación y falsedad en documento oficial.
- Pago solidario de una indemnización de cerca de 60.000 euros al Ayuntamiento de Sanlúcar por parte de los imputados.
- Abono solidario de las costas derivadas de la acusación.

Estas penas permitieron a 4 de los 5 procesados eludir la entrada en prisión, por no superar los 2 años de cárcel y por carecer de antecedentes penales. En cambio sobre Agustín Cuevas Batista pesaba la sentencia firme por el Caso Sanlúcar, que ya le había condenado a 1 año y medio de prisión. De esta manera terminó el Caso Terán, con penas mínimas para los procesados, casi dos décadas después de la comisión de los delitos y 10 años después de la denuncia.